# Luxgen S3
Der Luxgen S3 (auch Luxgen S3 EV+) ist ein Kleinwagen der taiwanischen Automobilmarke Luxgen. Das Fahrzeug wurde vom HAITEC Design Center entworfen und auf der Taipei Auto Show 2016 offiziell vorgestellt. Nach dem S5 ist der Wagen die zweite Limousine des Herstellers.